# Li Daokui
Li Daokui (nascido em 22 de dezembro de 1963) é um economista chinês, professor de economia da cátedra Mansfield Freeman e diretor do Centro para a China na Economia Mundial (Center for China in the World Economy ou CCWE) na Faculdade de Economia e Administração da Universidade Tsinghua, onde leciona cursos sobre transição econômica, finanças corporativas, economia internacional e economia da China. Em 2013, Li foi nomeado reitor fundador do programa Schwarzman Scholars na Universidade de Tsinghua.  
Li Daokui faz parte de um trio acadêmico que substituiu Fan Gang no Comitê de Política Monetária do Banco Popular da China, o banco central da China.  Ele é um ex-membro da Conferência Consultiva Política do Povo Chinês (CCPPC).  Ele é o autor de China’s World View: Demystifying China to Prevent Global Conflict. 

## Carreira
Li ocupou vários cargos no meio acadêmico. Isso inclui uma bolsa de estudos para visitante no Centro de Desenvolvimento Internacional (CDI) da Harvard Kennedy School (1986), professor assistente na Universidade de Michigan-Ann Arbor, pesquisador no Instituto Hoover da Universidade Stanford e professor e vice-diretor do Centro de Pesquisa de Desenvolvimento Econômico da Universidade de Ciência e Tecnologia de Hong Kong.
Em 2023, um estudo de Li concluiu que a dívida dos governos locais na China era 50% superior à estimada anteriormente pelo FMI e pelo Banco Mundial.  O estudo concluiu que a maioria das dívidas eram para infra-estruturas e que o nível de dívida era insustentável sem o apoio do governo central. 